# Barrio Gótico de Valencia de Alcántara
El Barrio Gótico de Valencia de Alcántara es un conjunto histórico de la localidad española de Valencia de Alcántara, en la provincia de Cáceres. Cuenta con la consideración de Bien de Interés Cultural.

## Descripción
El barrio «Gótico» se encuentra en la localidad cacereña de Valencia de Alcántara, perteneciente a la comunidad autónoma de Extremadura. Se ubica en el sector noroeste de la población intramuros, en la zona urbana más antigua.

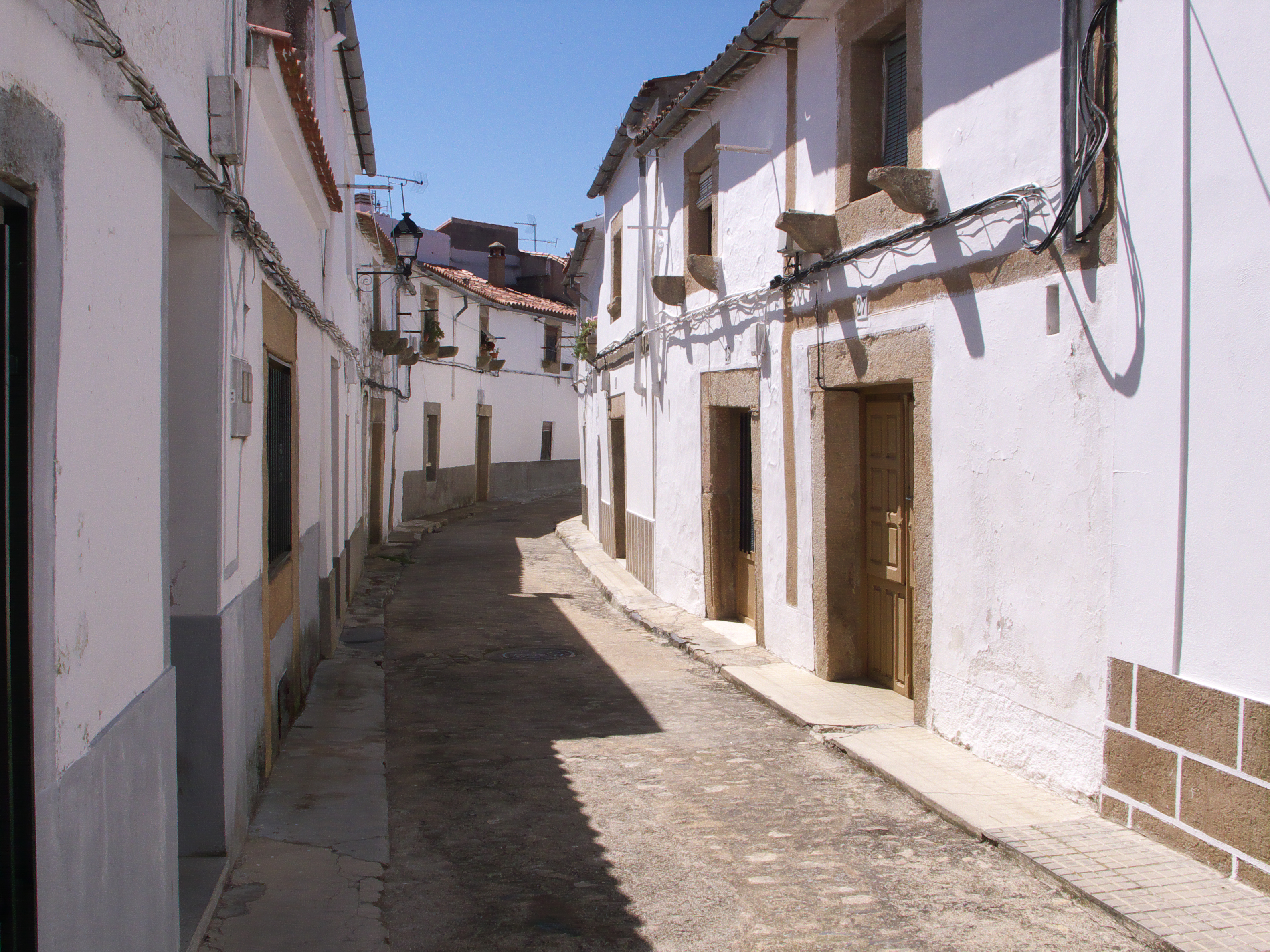
Vista de una calle

Está formado por viviendas angostas y profundas con algún espacio libre detrás. Son casas modestas, de dos plantas, con fachadas enjalbegadas que presentan características comunes, definidas por unos vanos de cantería. Las ventanas suelen ser adinteladas mientras que las portadas, en buen número de casos, presentan arcos apuntados sobre impostas acanaladas y en ocasiones adinteladas sobre zapatas. Las fachadas están marcadas por la verticalidad y la estrechez. Definen un tipo: vano de puerta abajo con ventana encima. Las portadas, como se ha indicado, pueden ser, o bien configurando un arco apuntado, o bien adinteladas.
En las Ordenanzas del Concejo de la villa de Valencia, de 1489, consta que existían en el núcleo urbano un total de 280 portadas exactamente uniformes en ojivas. Ahora se conservan aproximadamente 266. Las ventanas superiores suelen ser rectas o con arcos escarzanos u otras variedades a veces formando eje con la puerta y a veces desviadas lateralmente de dicho eje, corresponde a una tipología popular. Por lo general, tienen dos ménsulas de cantería debajo de ellas que aparecen en muchos pueblos representativos de la arquitectura popular extremeña, utilizados como soporte de una tabla de madera para repisa de macetas.
Las casas conforman todo un barrio de perfil arriñonado, de calles estrechas y largas que habría que poner en relación con el vecino pueblo portugués de Castelo de Vide. El color de la piedra y de la cal dan uniformidad ambiental y el trazado de sus calles recuerda al del medievo. Las casas no son nobiliarias ni es una arquitectura civil culta, sino totalmente sencilla y popular. Si se compara este conjunto con el resto de Extremadura se encuentra que, si bien existe algún ejemplo de construcción semejante, no la hay de calles o barrios enteros como éste que puedan circunscribirse a un urbanismo medieval y a una etapa cronológica determinada.

## Estatus patrimonial
El 12 de marzo de 1997 el barrio fue declarado Bien de Interés Cultural, en la categoría de conjunto histórico, mediante un decreto publicado el 12 de mayo de ese mismo año en el Boletín Oficial del Estado, con la rúbrica del entonces presidente de la comunidad autónoma, Juan Carlos Rodríguez Ibarra, y del consejero de Cultura y Patrimonio, Francisco Muñoz Ramírez.